# Classic British Motor Racing
Classic British Motor Racing est un jeu vidéo de course automobile développé par Data Design Interactive et sorti en 2006 sur PC et PlayStation 2. Le jeu est également disponible sur Wii depuis 2008.

## Accueil
Le jeu a reçu de très mauvaises critiques de la presse spécialisée.
- GamesRadar+ : 1/5[1]
- IGN : 2,1/10[2]